# Батуринский переворот
Бату́ринский переворо́т 1672 го́да, в украинской историографии «Бату́ринский сго́вор» (укр. Батуринська змова) — переворот, произведённый по соглашению высшей казацкой старшины в Батурине и русских войск, представлявших царское правительство Алексея Михайловича, в результате которого гетман Левобережной Украины Демьян Многорешный был отстранён от власти.

## Причины
Причинами батуринских событий стали недовольство казацкой старшины и царского правительства политикой гетмана Демьяна Многогрешного и его намерением вместе с гетманом Правобережной Украины Петром Дорошенко при помощи Крымского ханства и Османской империи воевать с польским королём Михаилом Вишневецким, который являлся союзником Русского царства.

## Ход переворота
Со стороны казацкой старшины в перевороте приняли участие генеральные старшины Пётр Забела, Иван Самойлович, Иван Домонтович и Карп Мокриевич. Заговорщики поддерживали тесные контакты с русской военной администрацией — нежинским воеводой Иваном Ржевским и командиром стрельцов при гетмане Нееловым. План переворота был разработан совместно с русскими военными в ночь с 7 на 8 марта 1672 года, а в ночь с 12 на 13 марта Демьян Многогрешный был арестован и заключён в Батуринский замок, а затем переведён для суда и следствия в Москву. Царь Алексей Михайлович грамотой от 22 марта 1672 года одобрил действия участников переворота.

## Дальнейшие события
17 июня 1672 года в селе Казацкая Дуброва возле Конотопа состоялась казацкая Рада, на которой между казацкой старшиной и царским правительством были подписаны Конотопские статьи и гетманом Левобережной земли избран один из участников переворота генеральный судья Иван Самойлович.